# Consolação (métro de São Paulo)
Consolação (en portugais : Estação Consolação), est une station de la ligne 2 (Verte) du métro de São Paulo. Elle est accessible par l'avenue Paulista, dans le quartier de Consolação à São Paulo au Brésil.
Elle est en correspondance directe avec la station Paulista de la ligne 4 (Jaune).

## Situation sur le réseau

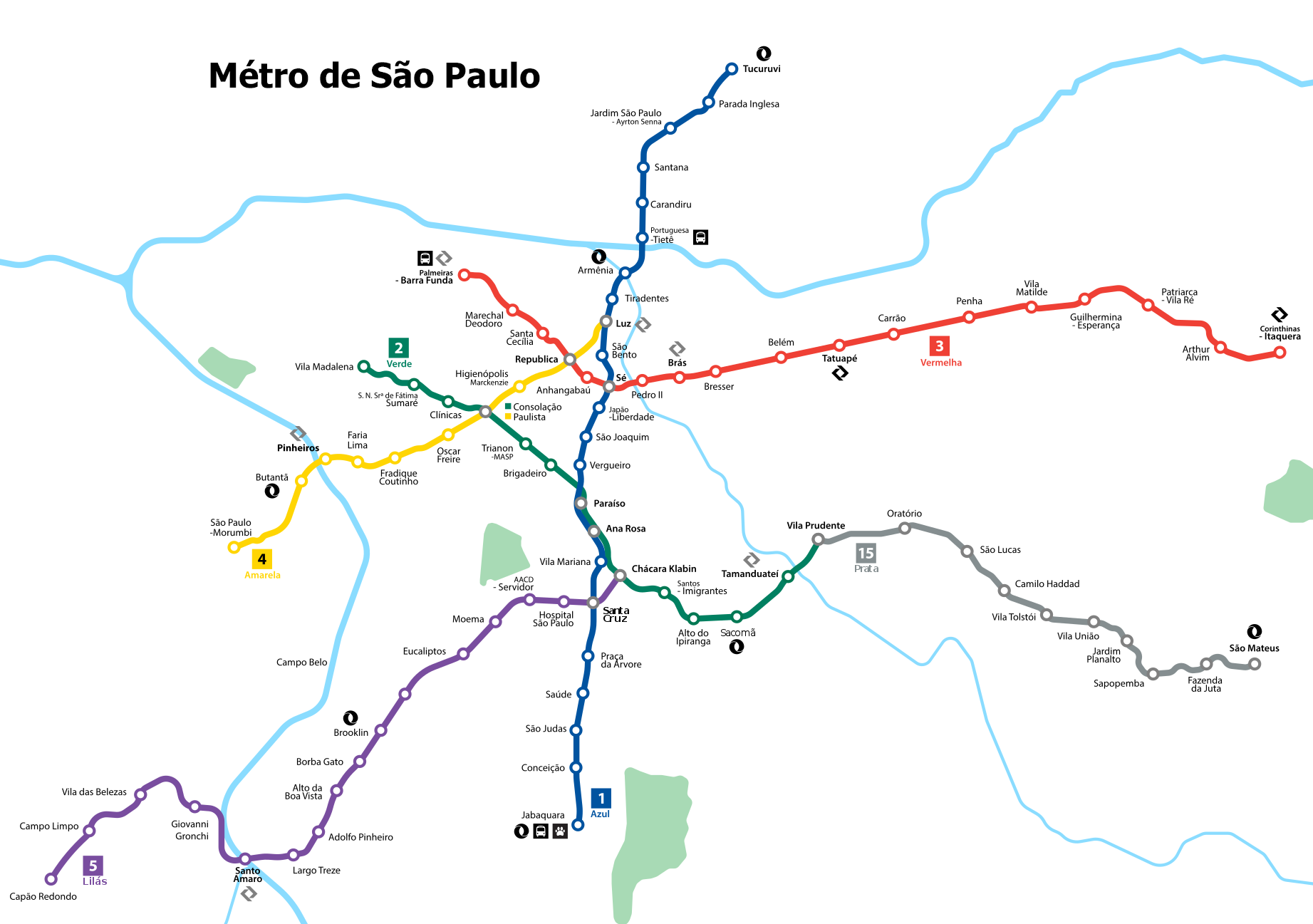
Plan du Métro de São Paulo 2020.

Établie en souterrain, la station Consolação est située sur la ligne 2 du métro de São Paulo (Verte), entre les stations Clínicas, en direction du terminus Vila Madalena, et Trianon-Masp, en direction du terminus Vila Prudente.
La station est en correspondance directe (cheminement souterrain) avec la station Paulista de la ligne 4 (Jaune).

## Histoire
La station Consolação est inaugurée le 25 janvier 1991.C'est une station de métro souterraine comportant une mezzanine de distribution et un quai central avec une structure en béton apparent. Elle dispose d'un accès pour les personnes à la mobilité réduite. Elle dispose d'une superficie construite de 10 270 m2 et elle est prévue pour absorber un transit maximum de vingt mille voyageurs par heure, en heure de pointe.

## Services aux voyageurs

### Accès et accueil
Son accès principal est situé sur l'avenue Paulista. Elle est accessible aux personnes à la mobilité réduite.

### Desserte
| Ligne                         | Terminus                      | Longueur (km) | Stations | Durée du voyage (min) | Opération (*)                                                       |
| ----------------------------- | ----------------------------- | ------------- | -------- | --------------------- | ------------------------------------------------------------------- |
| Ligne 2 du métro de São Paulo | Vila Madalena ↔ Vila Prudente | 14,7          | 14       | 28                    | Tous les jours, de 4h40 à 12h32; Les samedis jusqu'à 1h le dimanche |

Installations et desserte
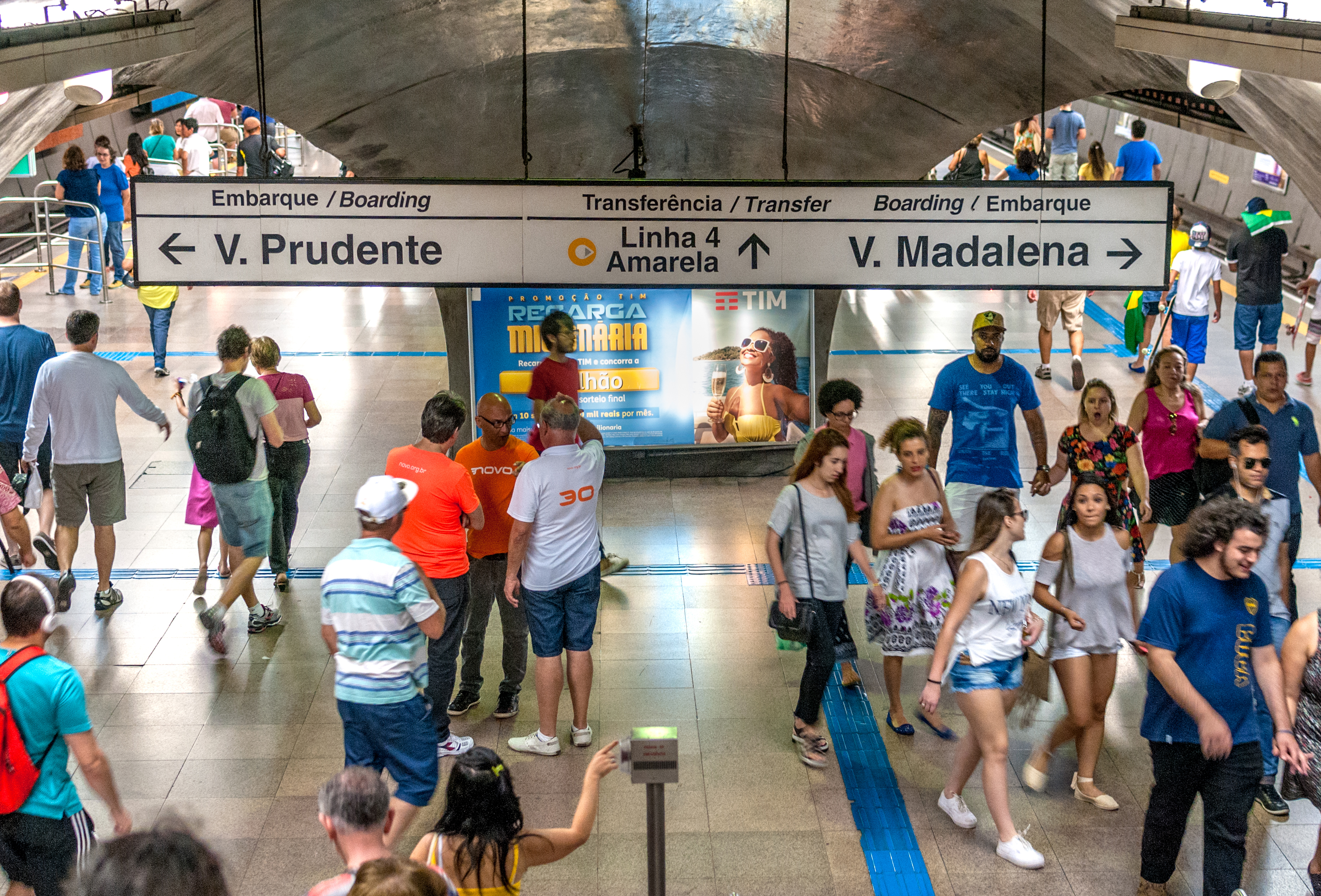
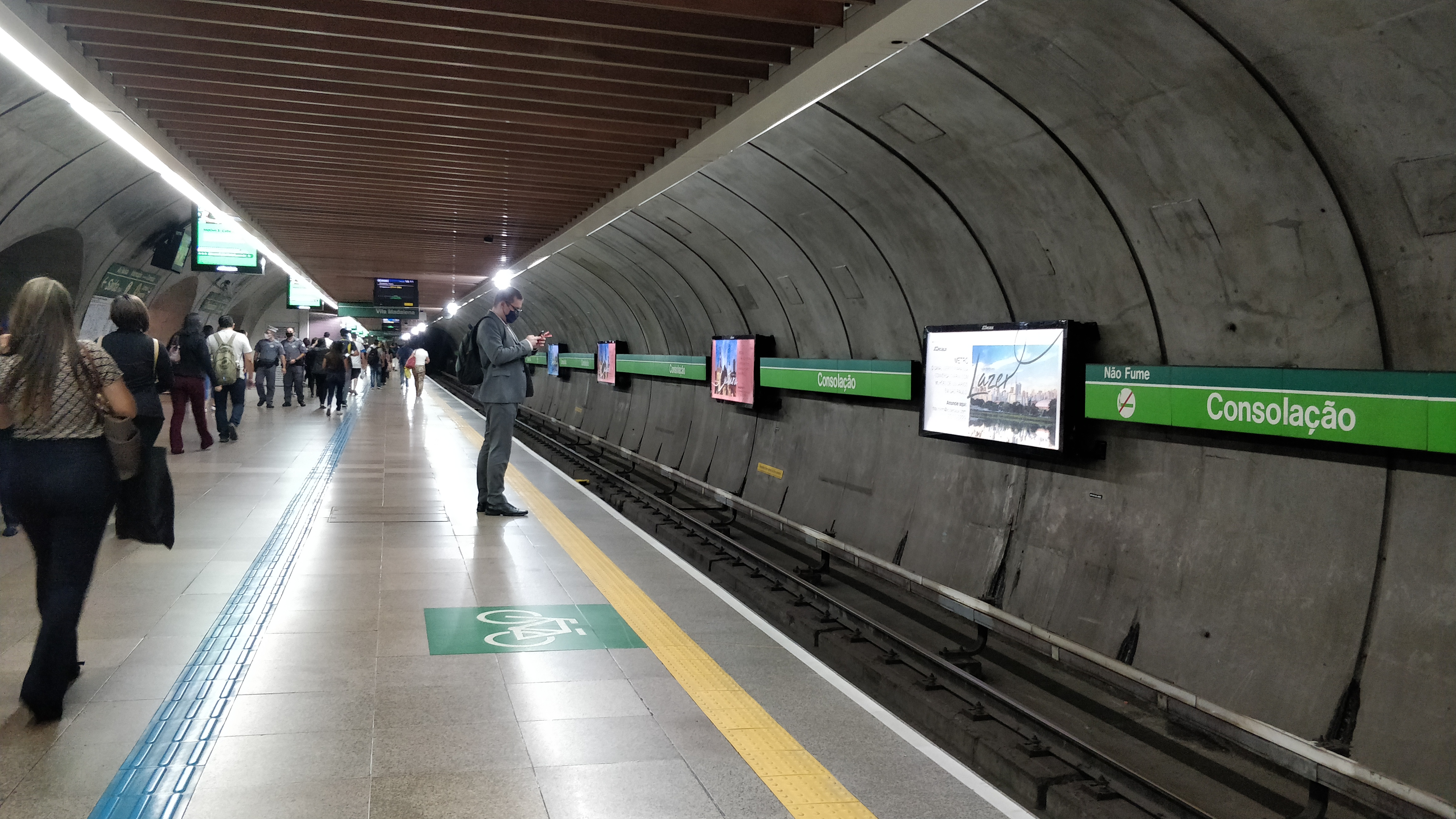
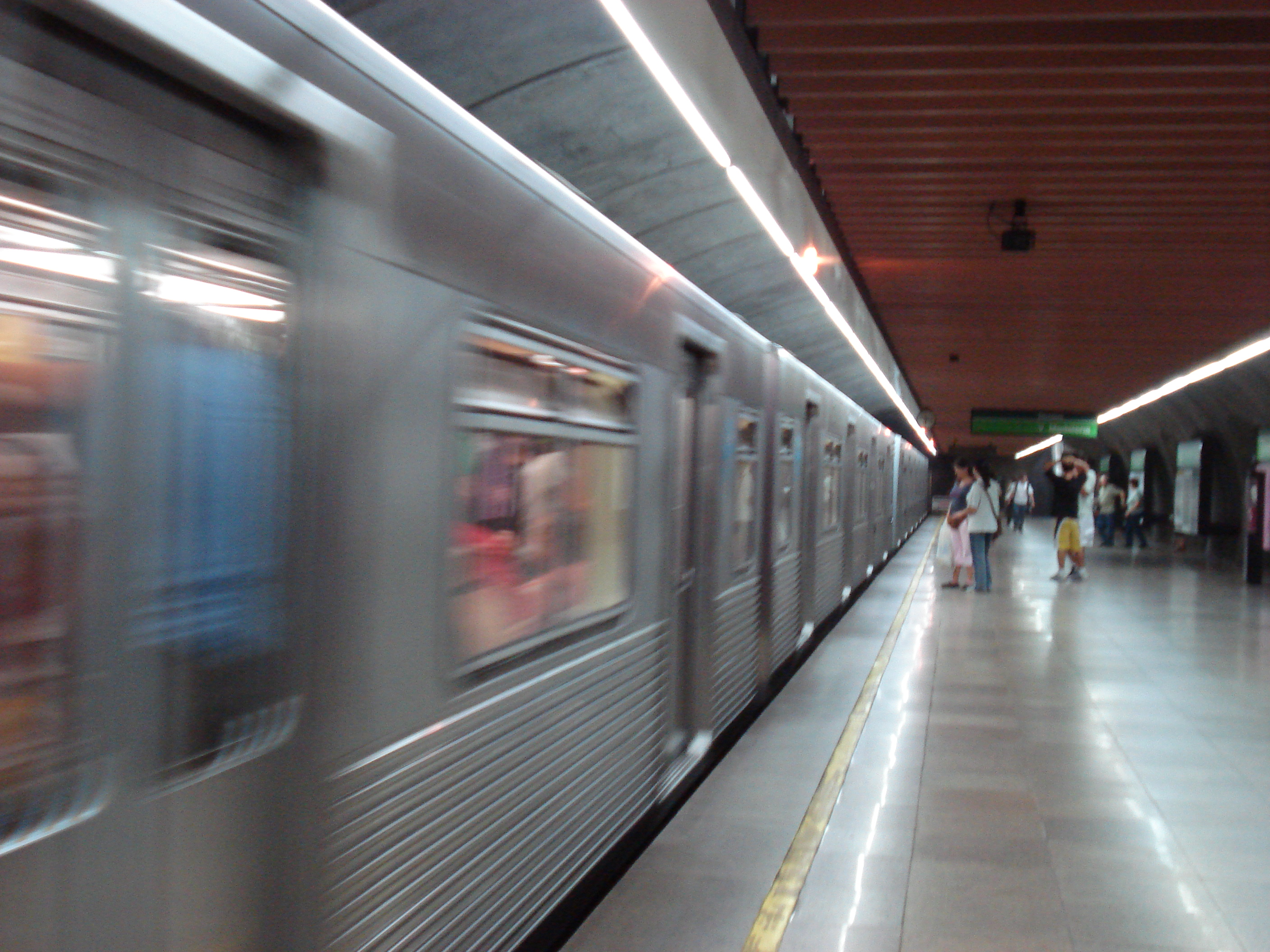

### Intermodalité
La station est en correspondance direct, par souterrain, avec la station Paulista desservie par la ligne 4 (Jaune) du métro.

## Art dans le métro
La station comporte une mosaïque  : Quatro Estações de Tomie Ohtake, Panneau (1991), mosaïque en verre Téseras (quatre panneaux de 2,00 x 15,40 m).

Détails Quatro Estações de Tomie Ohtake
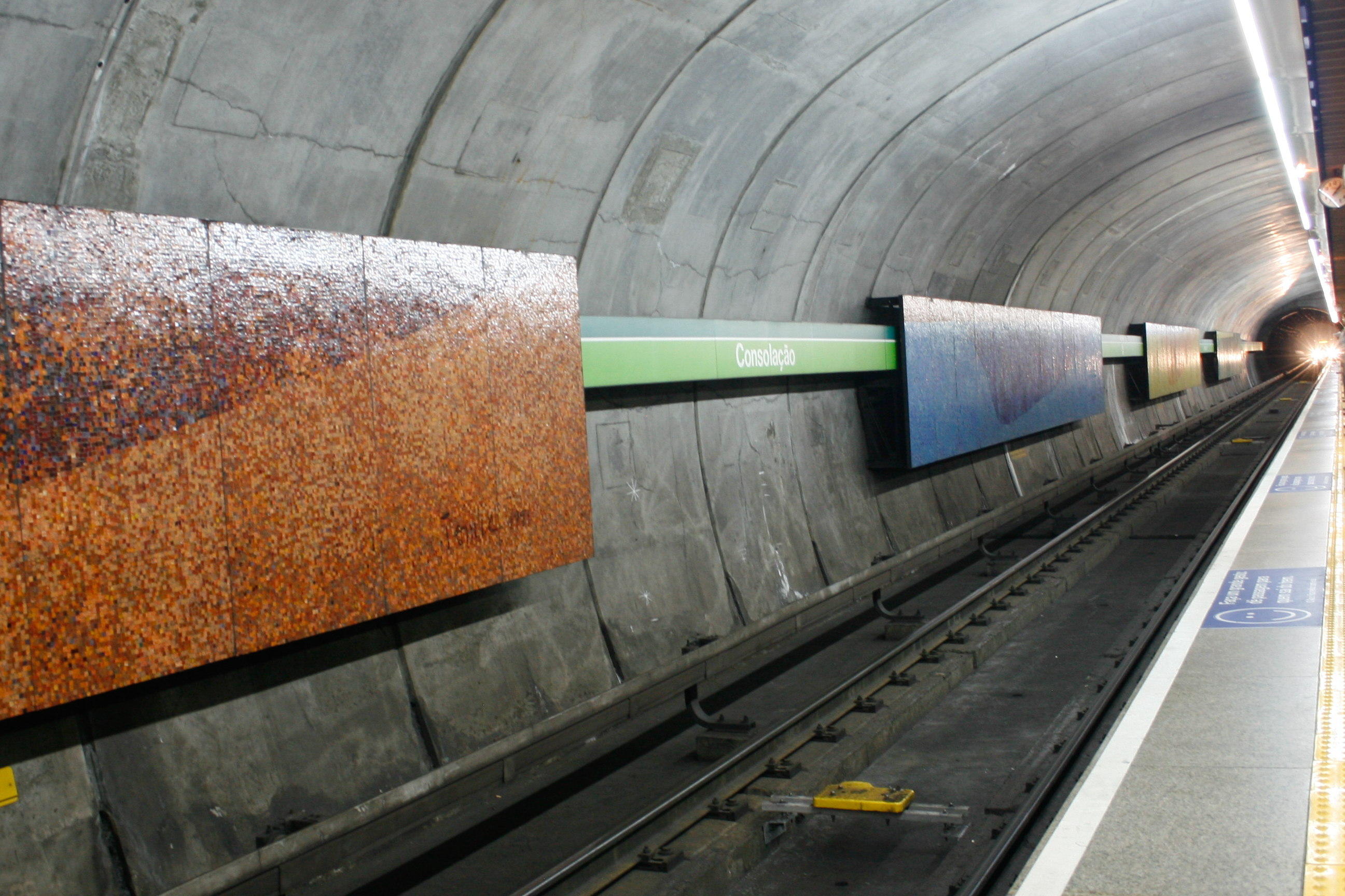
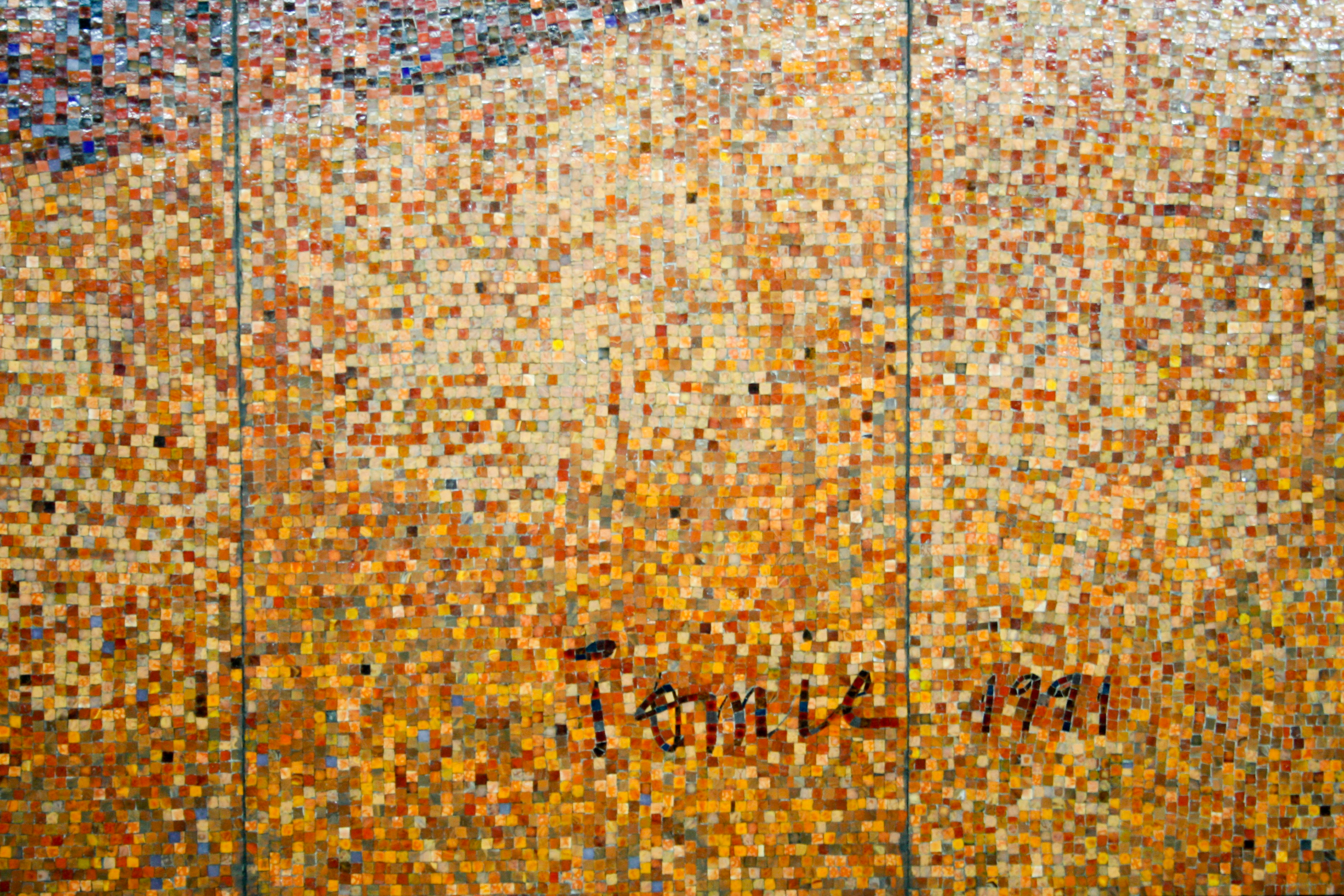
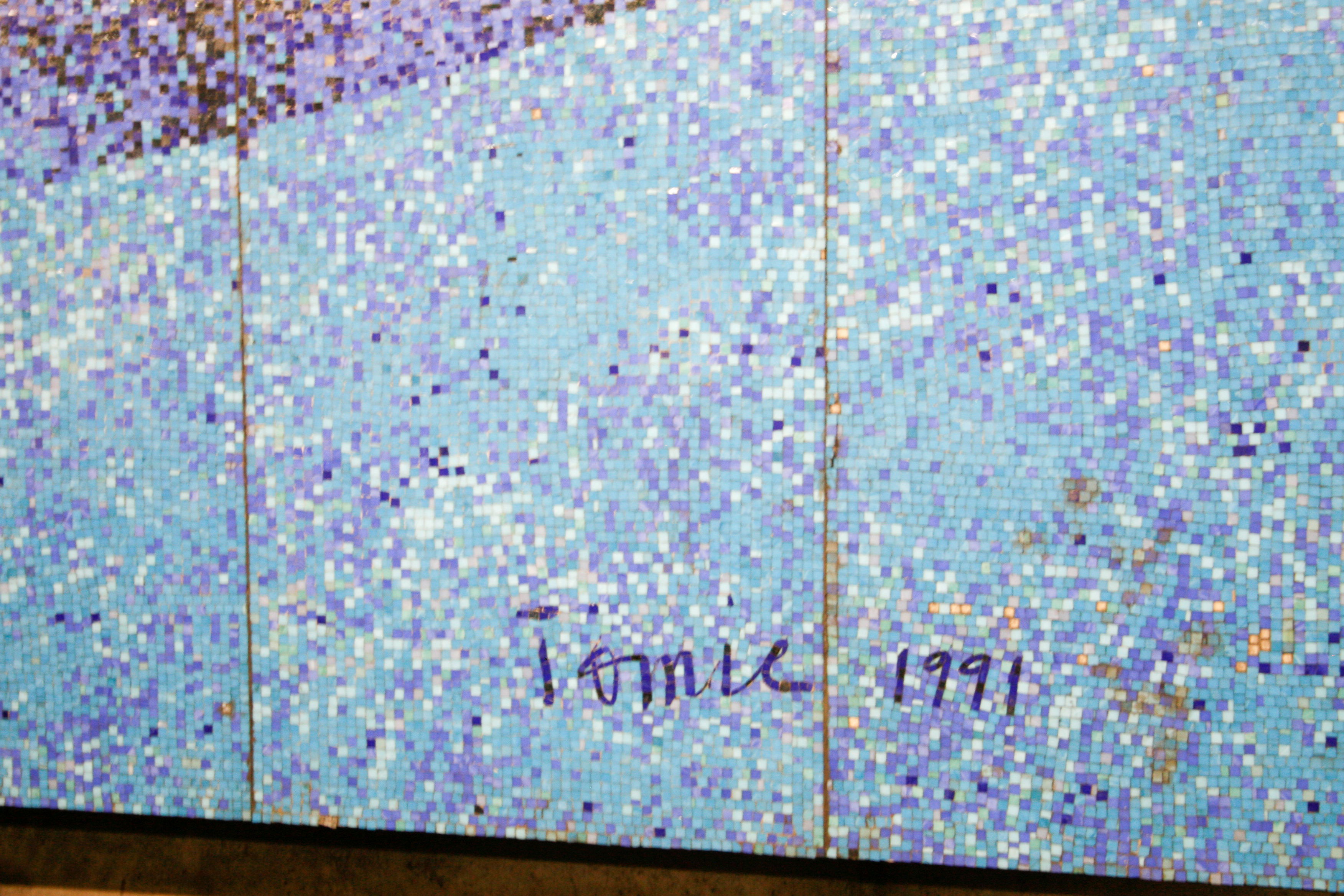

## À proximité
- Avenue Paulista
- Conjunto Nacional